# Torneo de Ginebra 2017
El Banque Eric Sturdza Geneva Open 2017 fue un torneo de tenis en tierra batida al aire libre que se celebró en Ginebra, Suiza, del 21 al 27 de mayo de 2017. Fue la 15.ª edición del Banque Eric Sturdza Geneva Open, y es parte del ATP World Tour 250 series del 2017.

## Distribución de puntos
| Modalidad            | Campeón | Finalista | Semifinales | Cuartos de final | 2ª ronda | 1ª ronda | Clasificados | 2ª ronda de clasificación | 1ª ronda de clasificación |
| Individual masculino | 250     | 165       | 100         | 50               | 25       | 0        | 13           | 7                         | 0                         |
| Dobles masculino     | 250     | 150       | 90          | 45               | 20       | 0        | -            | -                         | -                         |

## Cabezas de serie

### Individuales masculino
| Tenista        | Ranking | Preclasificado |
| Stan Wawrinka  | 3       | 1              |
| Kei Nishikori  | 9       | 2              |
| Albert Ramos   | 19      | 3              |
| John Isner     | 24      | 4              |
| Steve Johnson  | 25      | 5              |
| Sam Querrey    | 28      | 6              |
| Paolo Lorenzi  | 33      | 7              |
| Viktor Troicki | 36      | 8              |
| Ryan Harrison  | 42      | 9              |

- Ranking del 15 de mayo de 2016

### Dobles masculino
| Tenista                           | Ranking | Preclasificado |
| Juan Sebastián Cabal Robert Farah | 68      | 1              |
| Wesley Koolhof Matwé Middelkoop   | 101     | 2              |
| Scott Lipsky Leander Paes         | 114     | 3              |
| Robin Haase Dominic Inglot        | 165     | 4              |

## Campeones

### Individual masculino
Stan Wawrinka venció a  Mischa Zverev por 4-6, 6-3, 6-3

### Dobles masculino
Jean-Julien Rojer /  Horia Tecău vencieron a  Juan Sebastián Cabal /  Robert Farah por 2-6, 7-6(9), [10-6]